# Ranganathan Francis
Ranganathan Francis (Rangoon, 15 marzo 1920 – Madras, 1º dicembre 1975) è stato un hockeista su prato indiano.
Ha partecipato a tre edizioni dei giochi olimpici conquistando altrettante medaglie d'oro con la nazionale di hockey su prato dell'India.

## Palmarès
Olimpiadi
- 3 medaglie:
  - 3 ori (Londra 1948, Helsinki 1952, Melbourne 1956)